# Liste der Städte in Ohio
Im US-Bundesstaat Ohio wird eine Stadt gemäß Abschnitt 703.01(A) des Ohio Revised Code wie folgt definiert:

“Municipal corporations, which, at the last federal census, had a population of five thousand or more, or five thousand registered resident electors or resident voters as provided in section 703.011 of the Revised Code, are cities. All other municipal corporations are villages. Cities, which, at any federal census, have a population of less than five thousand, shall become villages. Villages, which, at any federal census, have a population of five thousand or more, shall become cities.”

Jede Siedlung mit mehr als 5000 Einwohnern ist also definitionsgemäß eine Stadt.
Die Anforderungen an eine Siedlung, um die politische Selbständigkeit zu erhalten, sind jedoch strenger. Dafür sind die Bedingungen in Abschnitt 707.29 zu erfüllen:
1. It shall consist of not less than four square miles. (Seine Fläche darf nicht kleiner als vier Quadratmeilen sein)
2. It shall have a population of not less than twenty-five thousand and a population density of at least one thousand persons per square mile. (Sie muss mindestens 25.000 Einwohner haben und eine Bevölkerungsdichte von 1000 Personen pro Quadratmeile)
3. It shall have an assessed valuation of real, personal, and public utility property subject, except as otherwise provided in division (A)(3) of this section, to general property taxation of at least twenty-five hundred dollars per capita. In determining per capita assessed valuation under division (A)(3) of this section, the assessed valuation of any tangible personal property, buildings, structures, improvements, and fixtures that are exempt from taxation under division (B) of section 5709.081 [5709.08.1] of the Revised Code shall be added to the assessed valuation of real, personal, and public utility property subject to general property taxation. (Die erwarteten Steuereinnahmen sollten mindestens 2500 Dollar pro Kopf betragen)
4. It shall not completely surround an existing municipal corporation. (Sie darf eine andere Stadt nicht vollständig umschliessen)
5. It shall be contiguous. (Sie muss zusammenhängend sein)

Die angegebenen Bevölkerungszahlen beziehen sich auf die Volkszählung aus dem Jahr 2000.

## A
|           | Bevölkerung | County                           |
| Ada       | 5.582       | Hardin County                    |
| Akron     | 217.074     | Summit County                    |
| Alliance  | 23.253      | Stark County und Mahoning County |
| Amherst   | 11.797      | Lorain County                    |
| Ashland   | 21.249      | Ashland County                   |
| Ashtabula | 20.962      | Ashtabula County                 |
| Athens    | 21.342      | Athens County                    |
| Aurora    | 13.556      | Portage County                   |
| Avon      | 11.446      | Lorain County                    |
| Avon Lake | 20.145      | Lorain County                    |

## B
|                   | Bevölkerung | County                                                       |
| Barberton         | 27.899      | Summit County                                                |
| Bay Village       | 16.087      | Cuyahoga County                                              |
| Beachwood         | 12.186      | Cuyahoga County                                              |
| Beavercreek       | 37.984      | Greene County                                                |
| Bedford           | 14.214      | Cuyahoga County                                              |
| Bedford Heights   | 11.375      | Cuyahoga County                                              |
| Bellbrook         | 7.009       | Greene County                                                |
| Bellefontaine     | 13.069      | Logan County                                                 |
| Bellevue          | 8.193       | Huron County, Sandusky County, Erie County und Seneca County |
| Belpre            | 6.660       | Washington County                                            |
| Berea             | 18.970      | Cuyahoga County                                              |
| Bexley            | 13.203      | Franklin County                                              |
| Blue Ash          | 12.513      | Hamilton County                                              |
| Bowling Green     | 29.636      | Wood County                                                  |
| Brecksville       | 13.382      | Cuyahoga County                                              |
| Broadview Heights | 15.967      | Cuyahoga County                                              |
| Brook Park        | 21.218      | Cuyahoga County                                              |
| Brooklyn          | 11.586      | Cuyahoga County                                              |
| Brookville        | 5.289       | Montgomery County                                            |
| Brunswick         | 33.388      | Medina County                                                |
| Bryan             | 8.333       | Williams County                                              |
| Bucyrus           | 13.224      | Crawford County                                              |

## C
|                   | Bevölkerung | County                                                |
| Cambridge         | 11.520      | Guernsey County                                       |
| Campbell          | 9.460       | Mahoning County                                       |
| Canal Fulton      | 5.061       | Stark County                                          |
| Canfield          | 7.374       | Mahoning County                                       |
| Canton            | 80.806      | Stark County                                          |
| Carlisle          | 5.121       | Warren County und Montgomery County                   |
| Celina            | 10.303      | Mercer County                                         |
| Centerville       | 23.024      | Montgomery County und Greene County                   |
| Chardon           | 5.156       | Geauga County                                         |
| Cheviot           | 9.015       | Hamilton County                                       |
| Chillicothe       | 21.796      | Ross County                                           |
| Cincinnati        | 332.323     | Hamilton County                                       |
| Circleville       | 13.485      | Pickaway County                                       |
| Clayton           | 13.347      | Montgomery County und Miami County                    |
| Cleveland         | 480.032     | Cuyahoga County                                       |
| Cleveland Heights | 49.958      | Cuyahoga County                                       |
| Clyde             | 6.064       | Sandusky County                                       |
| Columbiana        | 5.635       | Columbiana County und Mahoning County                 |
| Columbus          | 759.755     | Franklin County, Delaware County und Fairfield County |
| Columbus Grove    | 2.200       | Putnam County                                         |
| Conneaut          | 12.485      | Ashtabula County                                      |
| Cortland          | 6.830       | Trumbull County                                       |
| Coshocton         | 11.682      | Coshocton County                                      |
| Crestline         | 5.088       | Crawford County und Richland County                   |
| Cuyahoga Falls    | 49.374      | Summit County                                         |

## D
|           | Bevölkerung | County                                            |
| Dayton    | 166.179     | Montgomery County                                 |
| Deer Park | 5.982       | Hamilton County                                   |
| Defiance  | 16.465      | Defiance County                                   |
| Delaware  | 25.243      | Delaware County                                   |
| Delphos   | 6.944       | Allen County und Van Wert County                  |
| Dover     | 12.210      | Tuscarawas County                                 |
| Dublin    | 31.392      | Franklin County, Delaware County und Union County |

## E
|                | Bevölkerung | County            |
| East Cleveland | 27.217      | Cuyahoga County   |
| East Liverpool | 13.089      | Columbiana County |
| East Palestine | 4.917       | Columbiana County |
| Eastlake       | 20.255      | Lake County       |
| Eaton          | 8.133       | Preble County     |
| Elyria         | 55.953      | Lorain County     |
| Englewood      | 12.235      | Montgomery County |
| Euclid         | 52.717      | Cuyahoga County   |

## F
|               | Bevölkerung | County                                        |
| Fairborn      | 32.052      | Greene County                                 |
| Fairfield     | 42.097      | Butler County                                 |
| Fairlawn      | 7.307       | Summit County                                 |
| Fairview Park | 17.572      | Cuyahoga County                               |
| Findlay       | 38.967      | Hancock County                                |
| Forest Park   | 19.463      | Hamilton County                               |
| Fostoria      | 13.931      | Seneca County, Hancock County und Wood County |
| Franklin      | 11.396      | Warren County                                 |
| Fremont       | 17.375      | Sandusky County                               |

## G
|                   | Bevölkerung | County           |
| Gahanna           | 32.636      | Franklin County  |
| Galion            | 11.341      | Crawford County  |
| Garfield Heights  | 30.734      | Cuyahoga County  |
| Geneva            | 6.595       | Ashtabula County |
| Girard            | 10.902      | Trumbull County  |
| Grandview Heights | 6.695       | Franklin County  |
| Green             | 22.817      | Summit County    |
| Greenfield        | 4.906       | Highland County  |
| Greenville        | 13.294      | Darke County     |
| Grove City        | 27.075      | Franklin County  |

## H
|                  | Bevölkerung | County                             |
| Hamilton         | 60.690      | Butler County                      |
| Harrison         | 7.487       | Hamilton County                    |
| Heath            | 8.527       | Licking County                     |
| Highland Heights | 8.082       | Cuyahoga County                    |
| Hilliard         | 24.230      | Franklin County                    |
| Hillsboro        | 6.368       | Highland County                    |
| Hubbard          | 8.284       | Trumbull County                    |
| Huber Heights    | 38.212      | Montgomery County und Miami County |
| Hudson           | 22.439      | Summit County                      |
| Huron            | 7.958       | Erie County                        |

## I
|              | Bevölkerung | County          |
| Independence | 7.109       | Cuyahoga County |
| Indian Hill  | 5.907       | Hamilton County |
| Ironton      | 11.211      | Lawrence County |

## J
|         | Bevölkerung | County         |
| Jackson | 6.184       | Jackson County |

## K
|           | Bevölkerung | County                              |
| Kent      | 27.906      | Portage County                      |
| Kenton    | 8.336       | Hardin County                       |
| Kettering | 57.502      | Montgomery County and Greene County |
| Kirtland  | 6.670       | Lake County                         |

## L
|            | Bevölkerung | County                                             |
| Lakewood   | 56.646      | Cuyahoga County                                    |
| Lancaster  | 35.335      | Fairfield County                                   |
| Lebanon    | 16.962      | Warren County                                      |
| Lima       | 40.081      | Allen County                                       |
| Logan      | 6.704       | Hocking County                                     |
| London     | 8.771       | Madison County                                     |
| Lorain     | 68.652      | Lorain County                                      |
| Louisville | 8.904       | Stark County                                       |
| Loveland   | 11.677      | Hamilton County, Clermont County und Warren County |
| Lyndhurst  | 15.279      | Cuyahoga County                                    |

## M
|                    | Bevölkerung | County                          |
| Macedonia          | 9.224       | Summit County                   |
| Madeira            | 8.923       | Hamilton County                 |
| Mansfield          | 49.346      | Richland County                 |
| Maple Heights      | 26.156      | Cuyahoga County                 |
| Marietta           | 14.515      | Washington County               |
| Marion             | 35.318      | Marion County                   |
| Martins Ferry      | 7.226       | Belmont County                  |
| Marysville         | 15.942      | Union County                    |
| Mason              | 22.016      | Warren County                   |
| Massillon          | 31.325      | Stark County                    |
| Maumee             | 15.237      | Lucas County                    |
| Mayfield Heights   | 19.386      | Cuyahoga County                 |
| Medina             | 25.139      | Medina County                   |
| Mentor             | 50.278      | Lake County                     |
| Mentor-on-the-Lake | 8.127       | Lake County                     |
| Miamisburg         | 19.489      | Montgomery County               |
| Middleburg Heights | 15.542      | Cuyahoga County                 |
| Middletown         | 51.605      | Butler County                   |
| Milford            | 6.284       | Clermont County                 |
| Monroe             | 7.133       | Butler County und Warren County |
| Montgomery         | 10.163      | Hamilton County                 |
| Moraine            | 6.897       | Montgomery County               |
| Mount Healthy      | 7.149       | Hamilton County                 |
| Mount Vernon       | 14.375      | Knox County                     |
| Munroe Falls       | 5.314       | Summit County                   |

## N
|                    | Bevölkerung | County            |
| Napoleon           | 9.318       | Henry County      |
| Nelsonville        | 5.230       | Athens County     |
| New Carlisle       | 5.735       | Clark County      |
| New Franklin       | 14.530      | Summit County     |
| New Lexington      | 5.033       | Perry County      |
| New Philadelphia   | 17.056      | Tuscarawas County |
| Newark             | 46.279      | Licking County    |
| Newton Falls       | 5.002       | Trumbull County   |
| Niles              | 20.932      | Trumbull County   |
| North Canton       | 16.369      | Stark County      |
| North College Hill | 10.082      | Hamilton County   |
| North Olmsted      | 34.113      | Cuyahoga County   |
| North Ridgeville   | 22.338      | Lorain County     |
| North Royalton     | 28.648      | Cuyahoga County   |
| Northwood          | 5.471       | Wood County       |
| Norton             | 11.523      | Summit County     |
| Norwalk            | 16.238      | Huron County      |
| Norwood            | 21.675      | Hamilton County   |

## O
|               | Bevölkerung | County            |
| Oakwood       | 9.215       | Montgomery County |
| Oberlin       | 8.195       | Lorain County     |
| Olmsted Falls | 7.962       | Cuyahoga County   |
| Ontario       | 5.303       | Richland County   |
| Oregon        | 19.355      | Lucas County      |
| Orrville      | 8.551       | Wayne County      |
| Oxford        | 21.943      | Butler County     |

## P
|               | Bevölkerung | County                               |
| Painesville   | 17.503      | Lake County                          |
| Parma         | 85.655      | Cuyahoga County                      |
| Parma Heights | 21.659      | Cuyahoga County                      |
| Pataskala     | 10.249      | Licking County                       |
| Pepper Pike   | 6.040       | Cuyahoga County                      |
| Perrysburg    | 16.949      | Wood County                          |
| Pickerington  | 14.792      | Fairfield County und Franklin County |
| Piqua         | 20.738      | Miami County                         |
| Port Clinton  | 6.391       | Ottawa County                        |
| Portsmouth    | 20.909      | Scioto County                        |
| Powell        | 6.247       | Delaware County                      |

## R
|                  | Bevölkerung | County                                               |
| Ravenna          | 11.771      | Portage County                                       |
| Reading          | 11.292      | Hamilton County                                      |
| Reynoldsburg     | 32.069      | Franklin County, Fairfield County und Licking County |
| Richmond Heights | 10.944      | Cuyahoga County                                      |
| Rittman          | 6.314       | Wayne County                                         |
| Riverside        | 23.545      | Montgomery County                                    |
| Rocky River      | 20.735      | Cuyahoga County                                      |
| Rossford         | 6.406       | Wood County                                          |

## S
|                 | Bevölkerung | County                              |
| St. Bernard     | 5.137       | Hamilton County                     |
| St. Clairsville | 5.057       | Belmont County                      |
| St. Marys       | 8.342       | Auglaize County                     |
| Salem           | 12.197      | Columbiana County                   |
| Sandusky        | 27.844      | Erie County                         |
| Seven Hills     | 12.080      | Cuyahoga County                     |
| Shaker Heights  | 29.405      | Cuyahoga County                     |
| Sharonville     | 13.804      | Hamilton County und Butler County   |
| Sheffield Lake  | 9.371       | Lorain County                       |
| Shelby          | 9.821       | Richland County                     |
| Sidney          | 20.211      | Shelby County                       |
| Silverton       | 5.178       | Hamilton County                     |
| Solon           | 21.802      | Cuyahoga County                     |
| South Euclid    | 23.537      | Cuyahoga County                     |
| Springboro      | 12.380      | Warren County und Montgomery County |
| Springdale      | 10.563      | Hamilton County                     |
| Springfield     | 65.358      | Clark County                        |
| Steubenville    | 19.015      | Jefferson County                    |
| Stow            | 32.139      | Summit County                       |
| Streetsboro     | 12.311      | Portage County                      |
| Strongsville    | 43.858      | Cuyahoga County                     |
| Struthers       | 11.756      | Mahoning County                     |
| Sylvania        | 18.670      | Lucas County                        |

## T
|           | Bevölkerung | County            |
| Tallmadge | 16.390      | Summit County     |
| Tiffin    | 18.135      | Seneca County     |
| Tipp City | 9.221       | Miami County      |
| Toledo    | 313.619     | Lucas County      |
| Toronto   | 5.676       | Jefferson County  |
| Trenton   | 8.746       | Butler County     |
| Trotwood  | 27.420      | Montgomery County |
| Troy      | 21.999      | Miami County      |
| Twinsburg | 17.006      | Summit County     |

## U
|                    | Bevölkerung | County                             |
| Uhrichsville       | 5.662       | Tuscarawas County                  |
| Union              | 5.574       | Montgomery County and Miami County |
| University Heights | 14.146      | Cuyahoga County                    |
| Upper Arlington    | 33.686      | Franklin County                    |
| Upper Sandusky     | 6.533       | Wyandot County                     |
| Urbana             | 11.613      | Champaign County                   |

## V
|           | Bevölkerung | County                        |
| Van Wert  | 10.690      | Van Wert County               |
| Vandalia  | 14.603      | Montgomery County             |
| Vermilion | 10.927      | Lorain County and Erie County |

## W
|                        | Bevölkerung | County                              |
| Wadsworth              | 18.437      | Medina County                       |
| Wapakoneta             | 9.474       | Auglaize County                     |
| Warren                 | 46.832      | Trumbull County                     |
| Warrensville Heights   | 15.109      | Cuyahoga County                     |
| Washington Court House | 13.524      | Fayette County                      |
| Wauseon                | 7.091       | Fulton County                       |
| Waverly                | 4.433       | Pike County                         |
| Wellston               | 6.078       | Jackson County                      |
| West Carrollton        | 13.818      | Montgomery County                   |
| Westerville            | 35.318      | Franklin County und Delaware County |
| Westlake               | 31.719      | Cuyahoga County                     |
| Whitehall              | 19.201      | Franklin County                     |
| Wickliffe              | 13.484      | Lake County                         |
| Willard                | 6.806       | Huron County                        |
| Willoughby             | 22.621      | Lake County                         |
| Willoughby Hills       | 8.595       | Lake County                         |
| Willowick              | 14.361      | Lake County                         |
| Wilmington             | 11.921      | Clinton County                      |
| Wooster                | 24.811      | Wayne County                        |
| Worthington            | 14.125      | Franklin County                     |
| Wyoming                | 8.261       | Hamilton County                     |

## X
|       | Bevölkerung | County        |
| Xenia | 24.164      | Greene County |

## Y
|            | Bevölkerung | County          |
| Youngstown | 82.026      | Mahoning County |

## Z
|            | Bevölkerung | County           |
| Zanesville | 25.586      | Muskingum County |